# Camp de concentration de Niederhagen

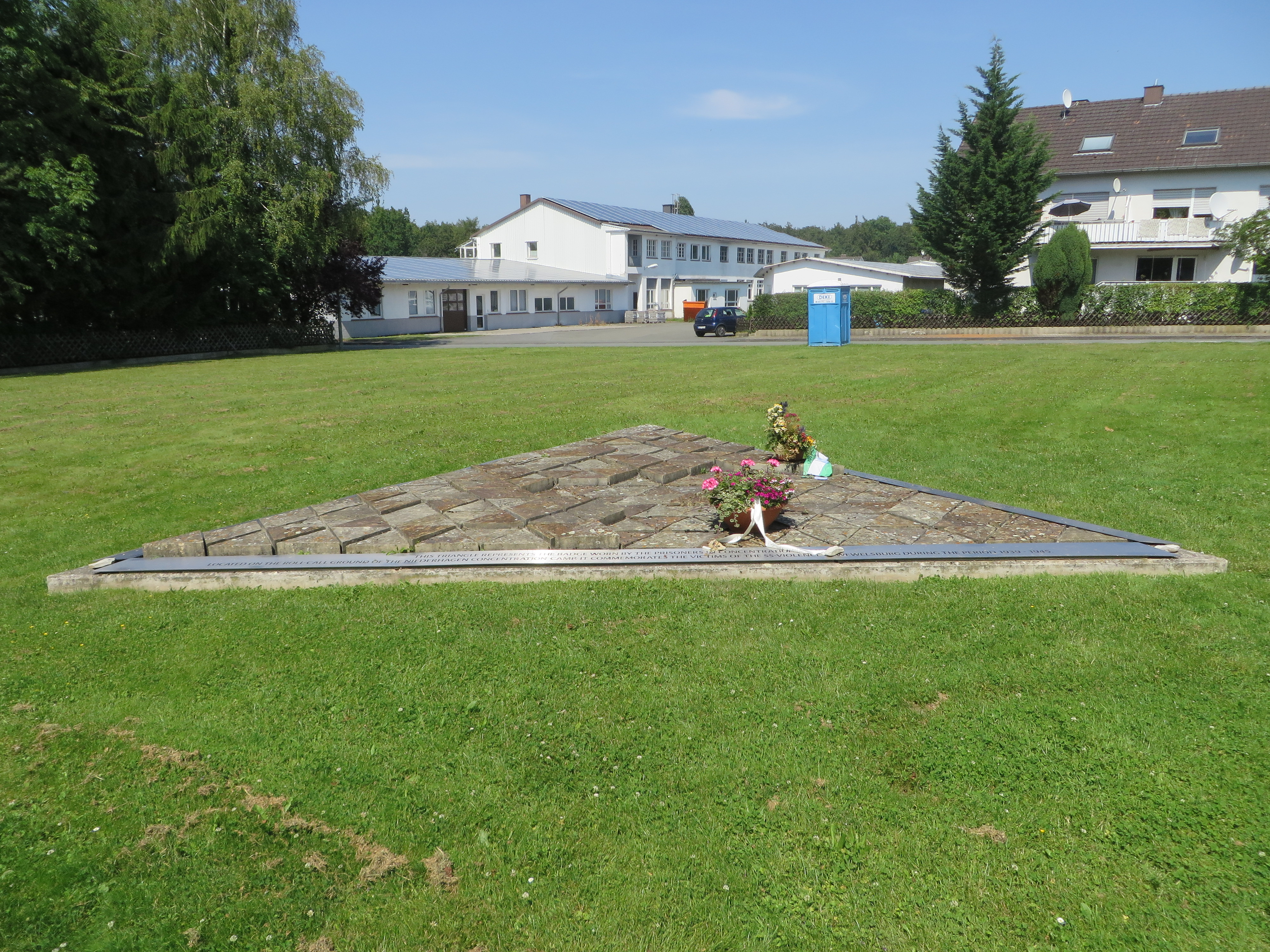
Mémorial sur l'ancien site du camp de concentration.

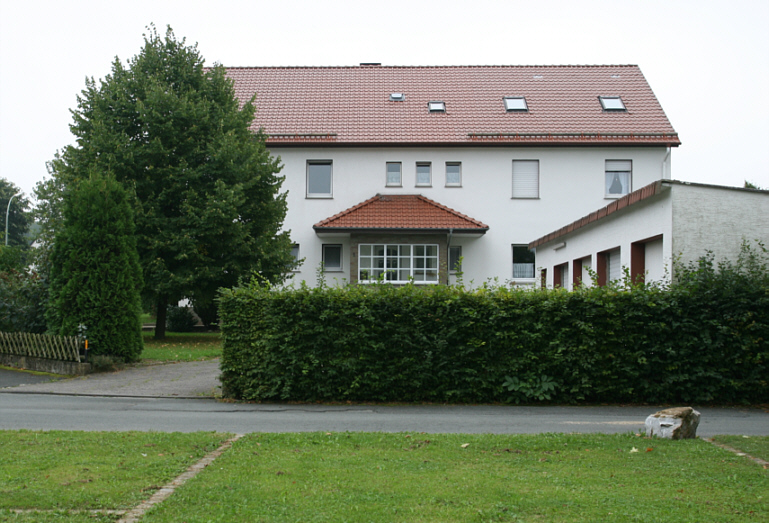
L'ancien poste de garde du camp de concentration. Il a été rénové après la guerre et est maintenant utilisé comme un immeuble résidentiel.

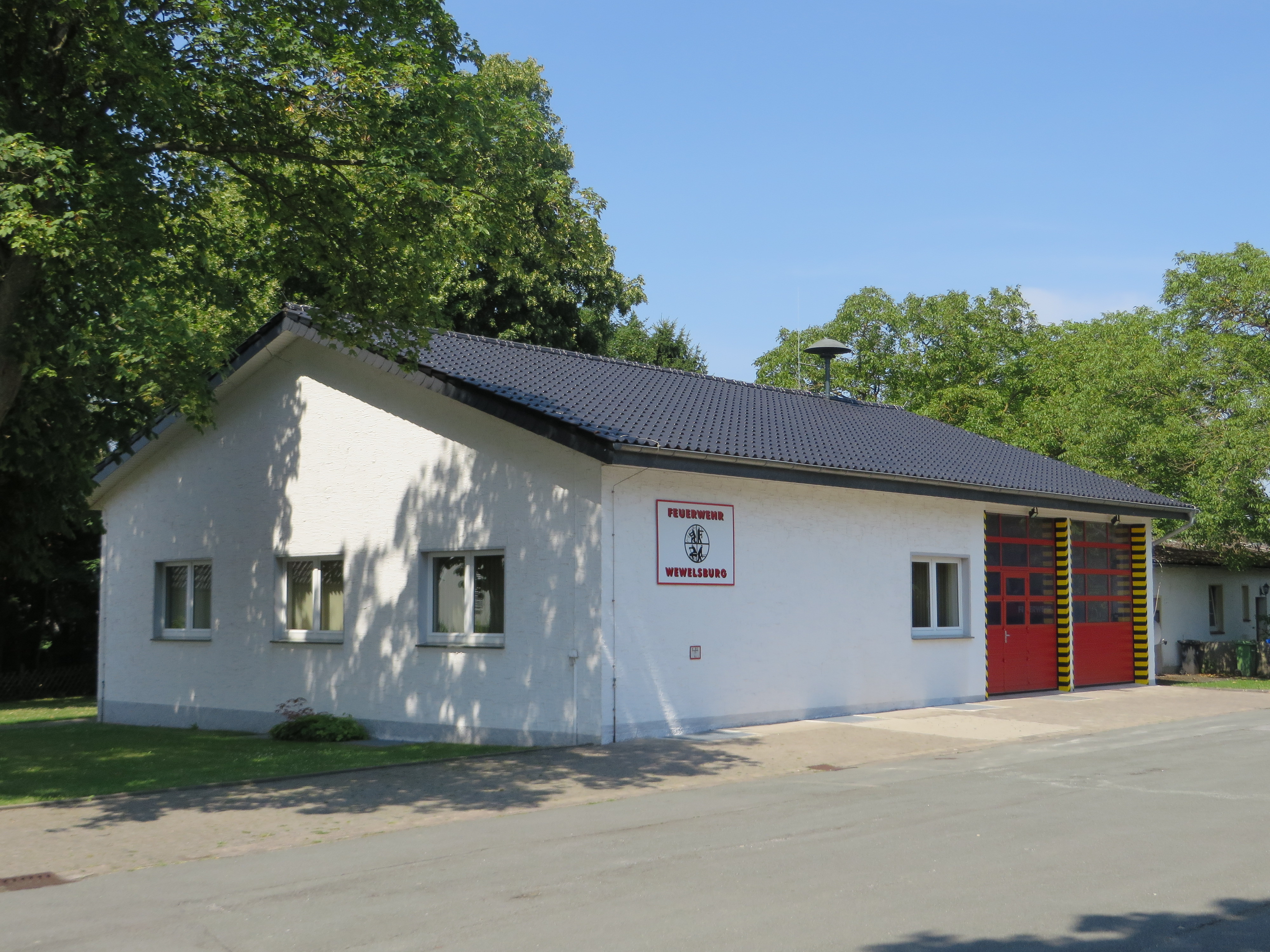
Caserne de pompiers volontaires de Wewelsburg dans l'ancienne cuisine du camp.

Le camp de concentration de Niederhagen est un camp de concentration nazi à la périphérie de Büren-Wewelsburg créé en septembre 1941.

## Le camp
Le camp compta environ 3 900 prisonniers: des Témoins de Jéhovah , les prisonniers politiques, sinti, roms, yéniche, des homosexuels, des juifs, des prisonniers de guerre et travailleurs forcés de la Pologne, de l'Union soviétique, de Tchécoslovaquie, de France, des Pays-Bas et de Belgique.

1285 prisonniers décèdent dans ce camp. Ils sont morts de faim, de froid, de la maladie et des conséquences de mauvais traitements. En 1942, un crématorium a été construit spécifiquement pour le camp. La Gestapo a également utilisé le camp comme un lieu d'exécutions. 56 personnes de Westphalie Est-Lippe, dont des femmes et des enfants, y ont été exécutées sur les ordres de Heinrich Himmler.